# Петър Златанов
Петър Георгиев Златанов е български политик и инженер, общински съветник (1991 – 2003) и кмет на община Поморие (2003 – 2011). Съучредител на Българската асоциация по балнеология и на Камарата на инженерите в инвистиционното проектиране. Член на обществото на инженерите топлотехници.

## Биография
Петър Златанов е роден на 12 април 1953 г. в град Поморие, Народна република България. Завършва специалност „Топлоенергетика и ядрена енергетика“ във Висшия машинно-електротехнически институт (ВМЕИ) в София. Работи като проектант в „Проектантска организация“ в Бургас.

### Политическа дейност
На местните избори през 2003 г. е кандидат за кмет на община Поморие, издигнат като независим. На проведения първи тур получава 3682 гласа (или 33,87%) и се явява на балотаж с Валентин Главчев – независим кандидат, който получава 1875 гласа (или 17,24%). Избран е на втори тур с 8265 гласа (или 69,01%).
На местните избори през 2007 г. е кандидат за кмет на община Поморие, издигнат от Инициативен комитет. На проведения първи тур получава 3524 гласа (или 25,49%) и се явява на балотаж с кандидата на ДПС Кольо Николов, който получава 2732 гласа (или 19,76%). Избран е на втори тур с 7407 гласа (или 56,39%).